# Heraclit (escriptor)
|  | Per a altres significats, vegeu «Heràclit (desambiguació)». |

Heraclit (en grec antic Ἡράκλειτος, en llatí Heraclitus) fou un escriptor i mitògraf grec autor de l'obra  Περὶ Ἀπίστων (Històries increïbles).
Lleó Al·laci, a partir d'un manuscrit de la Biblioteca Vaticana, va publicar a Roma l'any 1641 la seva traducció llatina, juntament amb alguns altres llibres de temàtica similar. L'editor sospitava que el nom "Heraclitus" era un error per "Heracleides", un autor que havia escrit diverses al·legories sobre temes homèrics, potser Heràclides d'Alexandria.